# Горній Кремен
45°07′ пн. ш. 15°37′ сх. д. / 45.12° пн. ш. 15.62° сх. д.
Горній Кремен (хорв. Gornji Kremen) — населений пункт у Хорватії, у Карловацькій жупанії у складі міста Слунь.

## Населення
Населення за даними перепису 2011 року становило 65 осіб.
Динаміка чисельності населення поселення: